# Anthotroche
Anthotroche is een geslacht van struiken uit de nachtschadefamilie (Solanaceae). De soorten zijn endemisch in West-Australië.

## Soorten
- Anthotroche myoporoides C.A.Gardner
- Anthotroche pannosa - Endl.
- Anthotroche walcottii F.Muell.

... · 
Acnistus · 
Anthocercis · 
Anthotroche · 
Atropa · 
Browallia · 
Brugmansia · 
Brunfelsia · 
Calibrachoa · 
Capsicum · 
Cestrum · 
Cyphomandra · 
Datura · 
Hyoscyamus · 
Iochroma · 
Lycium · 
Lycopersicon · 
Mandragora · 
Nicandra · 
Nicotiana · 
Nolana · 
Petunia · 
Physalis (Lampionplant) · 
Solanum (Nachtschade) · 
Streptosolen · 
Withania · 
...